# 厚叶雀舌木
厚叶雀舌木（学名：Leptopus pachyphyllus）为大戟科雀舌木属下的一个种。

## 扩展阅读
- 維基物種上的相關：厚叶雀舌木